# Toho Gakuen School of Music

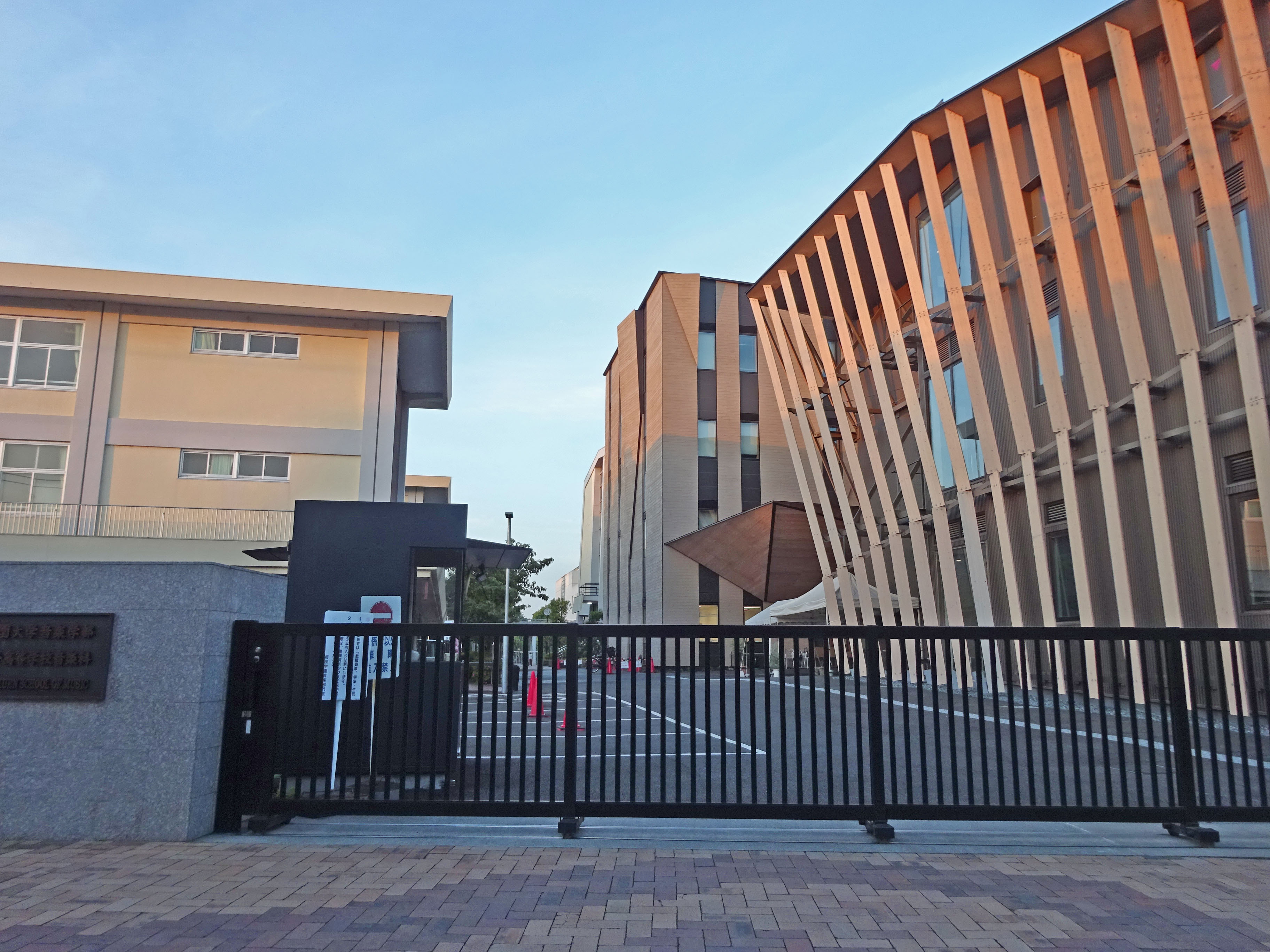
Toho Gakuen School of Music

Die Toho Gakuen School of Music (englisch für die japanisch 桐朋学園大学 Tōhō Gakuen Daigaku) ist eine private Schule und Hochschule für Musik in Chōfu, Präfektur Tokio.

## Geschichte
Die Grundlage der späteren Toho Gakuen School of Music bildete zunächst das Kodomo no tame no ongaku kyōshitsu (子供のための音楽教室, englisch Toho Music School for Children, TMSC) an der damaligen Tōkyō Kasei Daigakuin Daigaku in Ichigaya (damals Ichigaya-ku, heute Shinjuku-ku), Tokio. Sie wurde 1948 von Hideo Saitō mit Motonari Iguchi, Takeo Itō, Hidekazu Yoshida und Minao Shibata gegründet. Ziel der Institution, so schrieben die fünf Musiker und Musikkritiker in einem Statement zur Eröffnung, sei es, Kindern möglichst früh eine professionelle Musikerziehung zukommen zu lassen, praktisch, theoretisch sowie im Ensemblespiel. 1952 erfolgte der Ausbau zur High School, 1953 der Umzug nach Chōfu. 1955 entstand daraus das Junior College, das 1961 als Toho Gakuen College Music Department den Status einer Universität erhielt. Mit dem Kinderorchester unternahm Hideo Saitō 1964 Tourneen in die USA, später in die Sowjetunion und nach Europa. Eine weitere Orchestertournee 1974 leitete Seiji Ozawa.
In den Gründerjahren wurden zunächst die Fächer Klavier, Streich-, Blasinstrumente und Gesang unterrichtet, ab 1955 auch Musiktheorie, danach Musikwissenschaft und Komposition. Hinzu kamen die Fächer Schlagzeug, Harfe, Historische Instrumente und Dirigieren. 
An der Toho Gakuen School of Music entstand außerdem in Toyama 1995 eine Orchesterakademie sowie 1999 eine Graduiertenschule.
Neben der Tōkyō Geijutsu Daigaku (1887), der Musikhochschule Tokio (1907) und der Musikhochschule Kunitachi (1926) spielte die Toho Gakuen School of Music bei der Entwicklung der Musikausbildung in Japan eine Vorreiterrolle. Als einzige Institution des Landes bietet sie eine Kontinuität von der Früherziehung bis zum Universitätsstudium. Von ihr kommen laut einer Studie die meisten Preisträger bei japanischen Musikwettbewerben 2010 bis 2020 in den Fächern Klavier und Violine. Um 2020 betrieb die Toho Gakuen School of Music 28 Zweigschulen in ganz Japan.
Zu den bekanntesten Absolventen der Hochschule zählen u. a. Seiji Ozawa, Mitsuko Uchida und Akiko Suwanai.